# Mosambikanische Badmintonmeisterschaft 1988
Die Mosambikanische Badmintonmeisterschaft 1988  fanden vom 21. bis zum 23. Januar 1988 in Beira statt. Es war die 8. Austragung der nationalen Titelkämpfe im Badminton von Mosambik.

## Medaillengewinner
| Disziplin    | Gold                            | Silber                        |
| ------------ | ------------------------------- | ----------------------------- |
| Herreneinzel | Luis Antonio Timm               | Sozinho Guerra                |
| Dameneinzel  | Indira Bhikha                   | Sonia Cruz                    |
| Herrendoppel | Sozinho Guerra Arnaldo Bongo    | Luis Antonio Timm Paulo Oscar |
| Damendoppel  | Indira Bhikha Zezinha           | Sonia Cruz Halima             |
| Mixed        | Luis Antonio Timm Indira Bhikha | Paulo Oscar Sonia Cruz        |